# 1914 في فنلندا

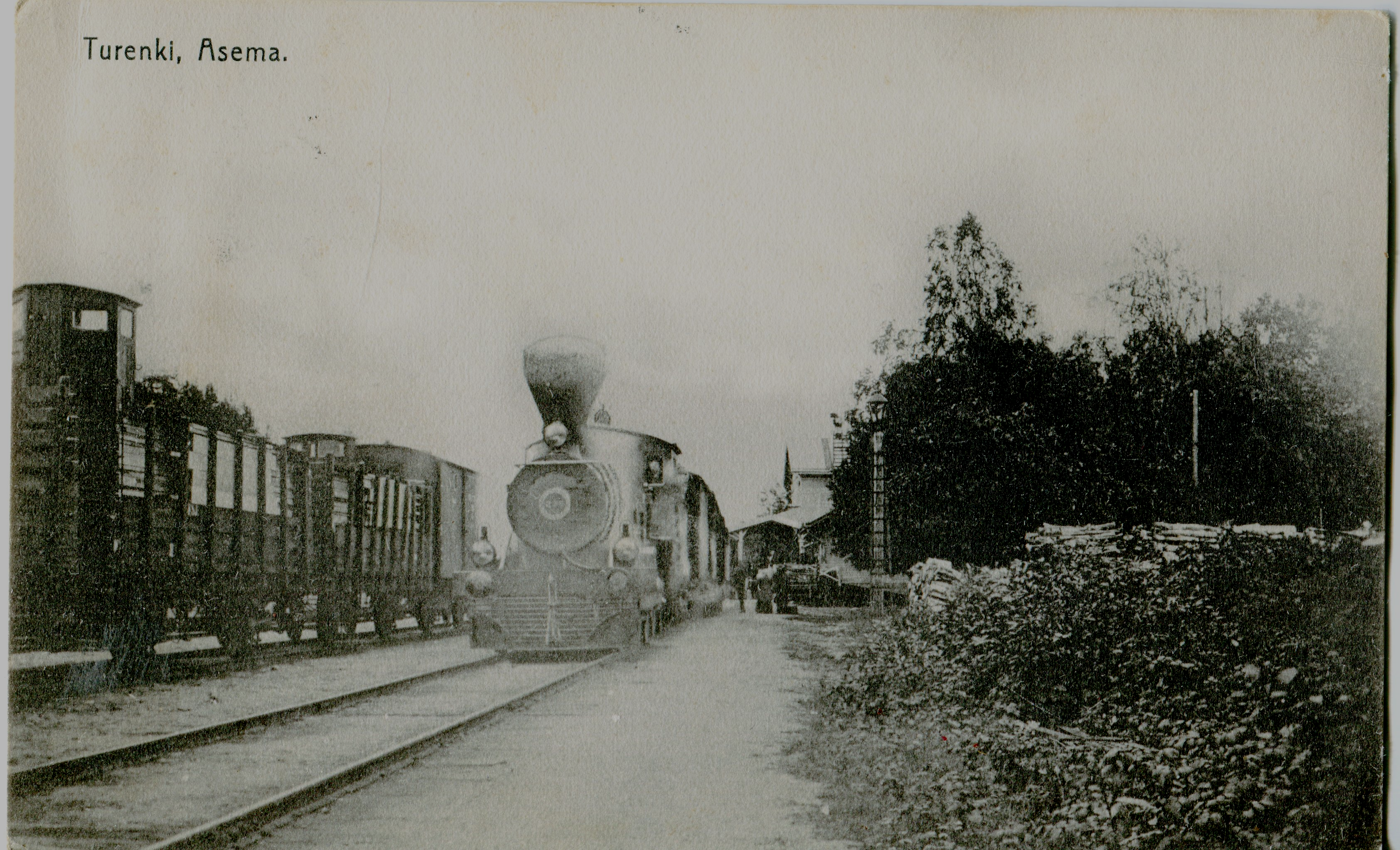
قطار فنلندا 1914

فيما يلي قوائم الأحداث التي وقعت خلال عام 1914 في فنلندا.

## سياسة

### تعيين في المنصب
- 2 فبراير – رودولف هولستي عضو برلمان فنلندا  [لغات أخرى]‏.
- 2 فبراير – كآرلو يوهو ستولبيرغ عضو برلمان فنلندا  [لغات أخرى]‏.
- 2 فبراير – مينا سيلانبا عضو برلمان فنلندا  [لغات أخرى]‏.
- 2 فبراير – هيكي ريتافووري عضو برلمان فنلندا  [لغات أخرى]‏.

### انتهاء فترة المنصب
- 1 فبراير – يوهو كوستي بآسيكيفي عضو برلمان فنلندا  [لغات أخرى]‏.

## مواليد

### أغسطس
- 9 أغسطس – توفي يانسون

## وفيات

### يناير
- 26 يناير – ليو ميكيلين (مواليد 1839)